# Karalaica atroscutata
Karalaica atroscutata – gatunek kosarza z podrzędu Laniatores i rodziny Assamiidae. Jedyny znany przedstawiciel monotypowego rodzaju Karalaica.

## Występowanie
Gatunek został wykazany z indyjskiego stanu Kerala.